# Sofia Espírito Santo
Sofia Espírito Santo (Lisboa, 4 de Janeiro de 1975) é uma atriz portuguesa. A sua experiência em teatro, cinema e televisão é não só como actriz mas também como directora e coordenadora de elencos infanto-juvenis.

## Formação
- Licenciada em Arquitectura Paisagista pelo Instituto Superior de Agronomia, em Lisboa;

- Em 2001 ingressou na Escola Superior de Teatro e Cinema no Curso de Teatro, opção Formação de Actores;

- No Verão de 2002 foi para Los Angeles onde participou no curso «Acting for Film» ministrado pela New York Film Academy, nos Universal Studios;

- No Verão de 2003 participou num workshop de «Escrita e Representação para Comédia» com o American Comedy Institute e no curso «Acting for Theatre, as a foreign language», em Londres, ministrado pela London Academy of Music and Dramatic Art (LAMDA);

- Em Novembro de 2011 participou num workshop de «Dobragem de Desenhos Animados», por Rui de Sá, no estúdio Audio In;
- Em Março de 2015 participou num workshop de «Dobragem de Desenhos Animados», por José Jorge Duarte, no estúdio ZOV;
- Em Novembro de 2015 participou num workshop de «Dobragem de Imagem Real», por José Jorge Duarte, no estúdio ZOV.

## Trabalhos realizados

### Teatro
- Estreou-se no Teatro Villaret em Março de 2002, no espectáculo «As 3 Versões da Vida», encenado por Miguel Guilherme, na qual interpretava a voz de João - uma criança de 6 anos;

- De Maio a Julho 2005 participou como actriz no espectáculo teatral «A Casa de Bernarda Alba» encenado por Ana Luisa Guimarães e Diogo Infante, no Teatro Municipal São Luiz;

- Em Março de 2004 fundou o Grupo de Teatro Infantil AnimArte, o qual é exclusivamente constituído por crianças e jovens,[1] e para o qual encenou os espectáculos «Alice no Jardim das Maravilhas» (2004), «Um Outro Conto... de Natal!» (2005), «Robin dos Jardins» (2006), «Tom & Huck» (2008),[2] «Fora de Moda» (2008) e «Heidi» (2010);

- Em Abril de 2009 seleccionou as crianças do espectáculo teatral musical Gota d'Água, que esteve em cena no Centro Cultural de Belém, em Lisboa e em vários teatros de Portugal COntinental;

- Em Janeiro de 2012 encenou o espectáculo «A Princesinha» no Auditório do Museu do Oriente, o qual esgotou as 7 sessões a que se propôs, numa sala de 356 lugares. O espectáculo contou com vários elementos do Grupo de Teatro Infantil AnimArte, e com a participação especial do actor Pêpê Rapazote;

- Em Fevereiro de 2013 encenou o espectáculo «Filhos do Coração - o espetáculo» no Teatro Tivoli BBVA;
- Em Dezembro de 2013 encenou o espetáculo «Mulherzinhas» que esteve em cena no auditório do Centro Cultural da Malaposta;
- Em Junho de 2014 encenou o espetáculo «Ahoy Piratas!» que esteve em cena no Jardim Botânico da Ajuda;
- Em Dezembro de 2014 encenou o espetáculo «Oliver Twist» que esteve em cena no audtório do Centro Cultural da Malaposta;
- Em Junho de 2015 encenou o espetáculo «Vento nos Salgueiros» que esteve cena no Jardim Botânico da Ajuda;
- Em Novembro de 2015 encenou o espetáculo «Pollyanna» que está em cena no audtório do Centro Cultural da Malaposta.

### Televisão
- De Setembro de 2002 a Março de 2003 integrou o elenco fixo da telenovela «O Jogo» (SIC), na personagem de Sandra Sofia da Conceição;

- De Outubro a Dezembro de 2003 dirigiu o elenco infanto-juvenil da série «Só Gosto de Ti» (SIC);

- De Março de 2004 a Fevereiro de 2005 participou na série «Os Batanetes» (TVI) enquanto direcção do elenco infantil e como actriz do elenco fixo;

- Em Setembro de 2005 foi convidada a participar na série «Uma Aventura» (SIC), na personagem de tia Francisca;

- De Julho a Dezembro de 2006 dirigiu o elenco infantil da telenovela «Jura» (SIC);

- De Setembro de 2006 a Maio de 2007 dirigiu o elenco infantil da telenovela «Vingança» (SIC);

- De Fevereiro de 2007 a Março de 2008 foi coordenadora do elenco infanto-juvenil da telenovela «Chiquititas» (SIC), telenovela na qual também participou com a personagem Nela. Também fez a direcção do referido elenco nos videoclips «Chiquititas», «24 Horas», «Coração com Buraquinhos» e «Era uma vez»;

- Entre Outubro de 2007 e Abril de 2008 apoiou a direcção do elenco infantil da telenovela «Resistirei» (SIC);

- Em Julho de 2008 dirigiu os castings do elenco infantil de «Podia Acabar o Mundo» (SIC);

- De Abril a Novembro de 2008 dirigiu o elenco infantil de «Pai à Força» (RTP) (do qual fez também direcção de casting), tendo participado na série com a personagem Sónia;

- Em Novembro de 2008 começou a dirigir o elenco infantil da 3ª série de «Conta-Me como Foi» (RTP), tendo transitado para a 4ª série. Participou no primeiro episódio desta série com a personagem de Maria, jornalista do jornal «Expresso»;

- Entre Março e Maio de 2009 dirigiu os castings do elenco infantil de «Perfeito Coração» (SIC);

- De Setembro de 2009 a Maio de 2010 integrou a equipa de «Lua Vermelha» (SIC) na qual fez direcção de actores e participou no elenco fixo com a personagem enfermeira Fátima Loureiro;

- Em Abril e Maio de 2010 colaborou nos castings do elenco infantil de «Laços de Sangue» (SIC);

- Em Novembro e Dezembro de 2010 dirigiu os castings do elenco infantil de «Velhos Amigos» (RTP);

- Entre Novembro de 2010 e Janeiro de 2011 dirigiu os castings do elenco infantil de «A Família Mata» (SIC) na qual fez a direção de actores infanto-juvenis;

- Entre Maio e Outubro de 2011 dirigiu o elenco infanto-juvenil da 2ª série de «Pai à Força» (RTP);

- Entre Maio e Junho de 2011 dirigiu os castings do elenco infantil de «Rosa Fogo» (SIC);

- Em Dezembro de 2011 dirigiu os castings do elenco infantil de «Depois do Adeus» (RTP);

- Entre Dezembro de 2011 e Janeiro de 2012 dirigiu os castings do elenco infanto-juvenil de «Dancin' Days» (SIC);

- Entre Junho e Julho de 2012 dirigiu os castings do elenco infanto-juvenil de «Sinais de Vida» (RTP);

- Em Agosto de 2012 dirigiu o elenco de «Bairro do Panda» (Canal Panda);

- Entre Fevereiro e Março de 2013 dirigiu os castings dos elencos infanto-juvenis de «Bem-Vindos a Beirais» (RTP); «Os Nossos Dias» (RTP) e «Sol de Inverno» (SIC):
- Entre Março e Abril de 2014 dirigiu os castings de «Mar Salgado» (SIC) e «Água de Mar» (RTP), série na qual é diretora de atores e interpreta a persnagem Arminda;
- Em Abril de 2015 dirigiu os atores na série «Panda e Os Amigos» (Canal Panda);
- Entre Fevereiro e Abril de 2015 dirigiu os castings de «Poderosas» (SIC) e «Coração d'Ouro» (SIC);
- Entre Junho e Setembro de 2015 foi a "Professora dos Pequenos Talentos" no programa «Pequenos Gigantes» (TVI);
- Em Novembro de 2015 dirigiu o casting do elenco adicional infantil de «Terapia» (RTP);

### Cinema
- Teve a seu cargo o casting infantil de várias curtas-metragens para estudantes, e longas-metragens de Leonel Vieira, como «Julgamento» e «A Arte de Roubar»;

- Participou na curta-metragem «Canaviais» de Lourenço Henriques, e em várias para estudantes.

### Voz

#### Rádio
- Desde 2005 tem feito vozes para vários spots de rádio e TV.

#### Dobragens
- Em 2006 dobrou a personagem de Irmã Dominick para a série «Hotel Doce Hotel»/«The Suite Life of Zack and Cody» do Disney Chanell, para a produtora Matinha;

- Em 2012 dobrou a personagem Ed, na série «Pororo», que está a ser transmitida pela RTP2, produzida pelo estúdio Audio In;
- Em 2015 dobrou a personagem Eugenie, na série «Zip Zap», que será transmitida pela SIC, produzida pelo estúdio ZOV;
- Em 2016 dobrou várias personagens no filme «O Herói da Quinta», produzida pela On Air;
- Em 2016 dobrou várias personagens na curta-metragem de Páscoa de «Ice Age», produzida pela On Air.

## Outros
- Participou no spot de Natal da TMN 2012 com a personagem duende;
- Lecciona ateliers de expressão dramática e de representação para cinema e televisão, a crianças e jovens;
- Selecciona as crianças para integrarem a agência de jovens talentos «True Sparkle»;
- Em 2013 mobilizou um grupo de 32 crianças e jovens dos 9 aos 19 anos de idade para frequentarem um workshop de representação no «West End Stage», em Londres;
- Em Outubro de 2009 concebeu e produziu o espectáculo «Ser Solidário é...», um espectáculo de solidariedade para com a Associação Portuguesa Contra a Leucemia e com a Associação Inês Botelho.